# Dominique Racine
Dominique Racine, né le 24 janvier 1828 à  Saint-Ambroise-de-la-Jeune-Lorette au Québec et mort le 28 janvier 1888 à Chicoutimi au Québec, est un prélat catholique canadien. Il est le premier évêque du diocèse de Chicoutimi de 1878 jusqu'à sa mort en 1888. Avant la création du diocèse de Chicoutimi, à partir de 1871, il est le vicaire général de l'archidiocèse de Québec pour le district du Saguenay. Il est surnommé l'« apôtre du Saguenay ».

## Biographie
Dominique Racine est né le 24 janvier 1828 à Saint-Ambroise-de-la-Jeune-Lorette, de nos jours Loretteville. Il est le fils de Michel Racine, forgeron, et de Louise Pepin. Il est l'avant-dernier d'une famille d'une fille et de six garçons. De 1840 à 1849, il étudie au séminaire de Québec, suivant ainsi les traces de ses frères Michel et Antoine. Ensuite, jusqu'en 1853, il effectue ses études théologiques au grand séminaire de Québec.
Le 24 septembre 1853, il est ordonné prête à Québec,. Il est aussitôt nommé vicaire de la paroisse Notre-Dame de Québec, fonction qu'il occupe jusqu'en 1858, en même temps d'être secrétaire de l'archevêché de Québec. En 1859, il est curé de Basile. De 1859 à 1963, il est curé de la paroisse Saint-Patrice de Rivière-du-Loup. 
Le 17 septembre 1862, il est nommé curé de la paroisse de Chicoutimi ainsi que vicaire forain pour le district du Saguenay,. En 1871, Dominique Racine est nommé vicaire général de l'archidiocèse de Québec pour le district du Saguenay par l'archevêque Elzéar-Alexandre Taschereau. Le 15 août 1873, le séminaire de Chicoutimi, fondé par Dominique Racine, est érigé canoniquement et celui-ci en devient le premier supérieur.
Le 28 mai 1878, le pape Léon XIII décrète l'érection canonique du diocèse de Chicoutimi, par détachement de l'archidiocèse de Québec. Dominique Racine en devient le premier évêque. Le 4 août suivant, il est consacré évêque en la basilique-cathédrale Notre-Dame de Québec par Elzéar-Alexandre Taschereau et, le 7 août, il prend possession de son siège épiscopal,,. Le 1er août 1882, il bénit et inaugure ainsi officiellement le monastère des Ursulines de Québec à Roberval, qui étaient arrivées le 23 mai précédent.  Le 16 septembre suivant, il effectue sa visite ad limina à Rome En janvier 1885, il se rend une seconde fois à Rome afin de représenter des intérêts de l'Église catholique au Québec.
Dominique Racine meurt le 28 janvier 1888 à l'hôtel-dieu Saint-Vallier de Chicoutimi où il avait été admis le 10 novembre 1887. Ses funérailles sont célébrées le 3 février 1888 en la cathédrale de Chicoutimi. Le même jour, lors de son autopsie, son cœur a été extrait et remis à l'abbé Ambroise-Martiel Fafard, supérieur du séminaire de Chicoutimi.

## Famille
Son frère Antoine Racine est évêque de Sherbrooke.

## Honneurs
Une école d'enseignement secondaire de Chicoutimi, l’Odyssée Dominique-Racine, est nommée en son honneur.